# Deutscher Wirtschaftsverband Armenien
Der Deutsche Wirtschaftsverband (DWV) bzw. DWV Armenien (armenisch ԳԵրմանական տնտեսական միավորում Germanakan tntesakan miaworum, englisch German Business Association) vertritt als Wirtschaftsverband die Interessen deutscher und armenischer Unternehmen im Rahmen der Handelsbeziehungen zwischen der Bundesrepublik Deutschland und der Republik Armenien. Seinen Sitz hat der Verband im Zentrum der armenischen Hauptstadt Jerewan.

## Allgemeines
Der Verband wurde nach eigenen Angaben im Jahr 2013, nach Angaben der Deutschen Botschaft Jerewan am 12. April 2016 zunächst als Deutsche Wirtschaftsvereinigung Armenien gegründet. Seitdem haben sich dem Verband über 110 Unternehmen angeschlossen (Stand 2022). Er fungiert als offizieller Partner der Deutschen Auslandshandelskammern (AHK) und artikuliert die Wirtschaftsinteressen seiner Mitglieder gegenüber armenischen und deutschen Gremien aus Politik und Wirtschaft. Dabei bemüht er sich um intensive Kontakte zu den deutschen und armenischen Wirtschaftsverbänden und Fachministerien. Mit der Deutschen Botschaft in Armenien besteht eine enge Kooperation. Der DWV ist Mitglied der European Business Association (EBA) Armenia.

## Dienstleistungen
Zu den angebotenen Dienstleistungen des Verbandes zählen die Vermittlung von Geschäftspartnern, die Organisation von Delegationsreisen,     Marktanalysen, Messe-, Logistik- und Exportberatung, Rechts-, Steuer- und Zollauskünfte, sowie Publikationen und Wirtschaftsnewsletter.